# Чиракчинський район
Чиракчинський район (узб. Чироқчи тумани, Chiroqchi tumani) — район у Кашкадар'їнській області Узбекистану. Розташований на півночі області. Утворений 22 лютого 1926 року. Центр — місто Чиракчі.
У 2022 році з Чиракчинського району виділено Кукдалинський район.